# Zhejiangopterus
Zhejiangopterus là một chi của loài thằn lằn azhdarchid được biết đến từ một loài, sống ở Trung Quốc vào cuối thời kỳ kỷ Phấn trắng

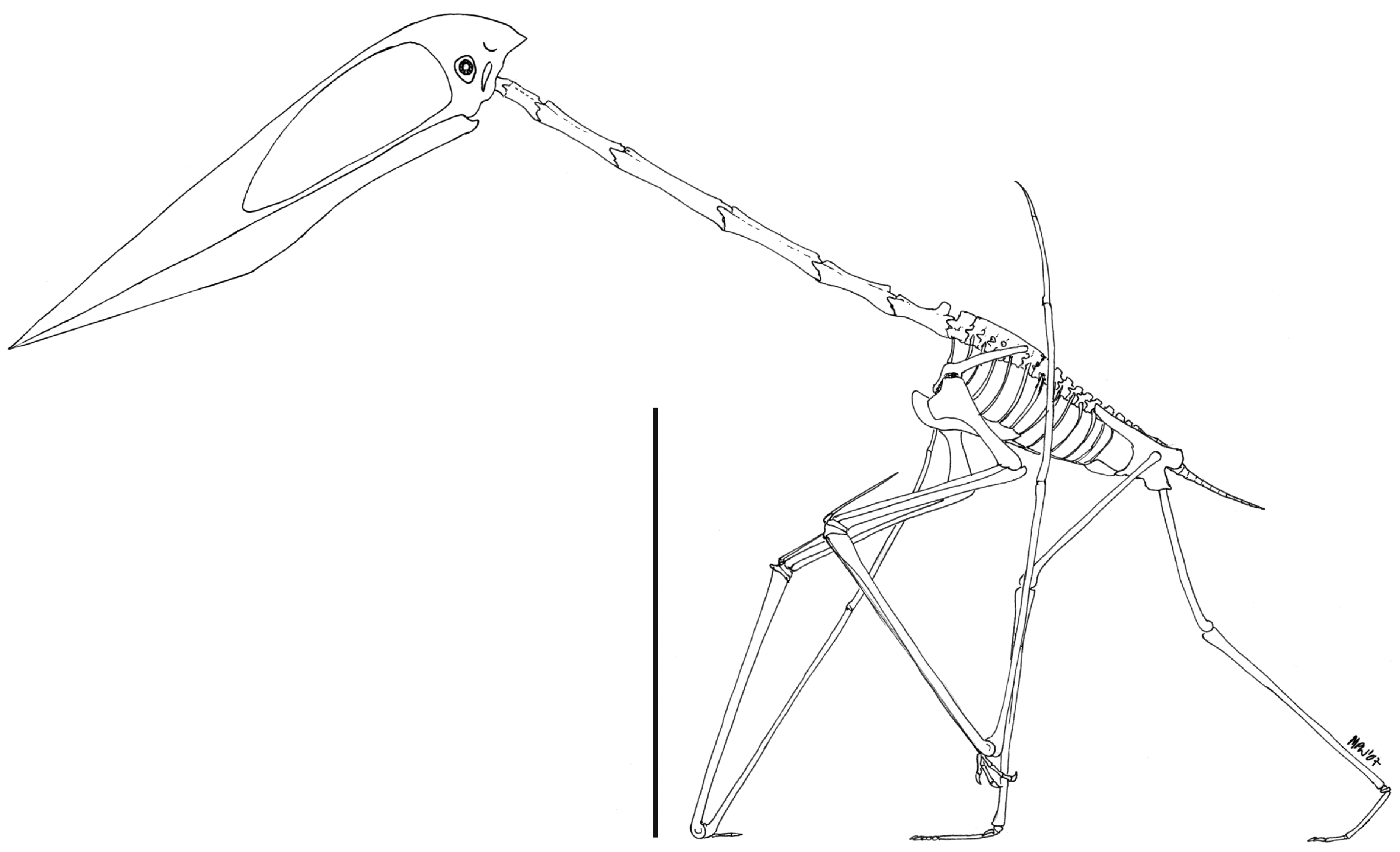
Bộ xương tái tạo của Zhejiangopterus linhaiensis. Thanh thước dài 500 mm

Chi được đặt tên năm 1994 bởi các nhà cổ sinh vật học Trung Quốc Cai Zhengquan và Ngụy Phúng. Loài điển hình là Chiết Giang. Tên chi đề cập đến tỉnh Chiết Giang và một pteron Hy Lạp Latinh, "cánh". Tên cụ thể đề cập đến thành phố cấp huyện Lâm Hải.
Năm 1986, một công nhân khai thác đá phấn nhỏ tên là Xu Chengfa, đã tìm thấy một hóa thạch lớn gần làng Aolicun ở Lâm Hải. Xu thông báo bằng thư cho giám đốc Bảo tàng Lịch sử Tự nhiên Chiết Giang tại Hàng Châu, Ming Hua, người từ đó hiểu được phần còn lại là của một con thằn lằn chưa biết. Vì vậy, ông đã gửi một nhóm gồm những người mô tả và Wu Weitang để điều tra. Họ bảo đảm hóa thạch, hướng dẫn người dân địa phương phải cảnh giác để có thể tìm thấy thêm. Xu tự tìm thêm ba mẫu vật khác trước khi bị chết trong một tai nạn năm 1988; một công nhân khác tìm thấy một hộp sọ hoàn chỉnh.
Zhejiangopterus là một loài thằn lằn lớn vừa phải. Sải cánh của nó lần đầu tiên được ước tính là 5 mét (16,4 feet). Sau đó ước tính giảm xuống còn khoảng 3,5 mét (11,5 ft), trong khi khối lượng cơ thể của nó được ước tính bởi chuyên gia thằn lằn bay Mark Witton là khoảng 7,9 kg (khoảng 17 pound) dựa trên phương pháp đo thể tích.  Mỏ dài, mỏng, nhọn và không có răng.  Sáu đốt sống lưng đầu tiên đã hợp nhất thành một notarium. Một vài cặp xương sườn bụng được bảo quản. Xương chân trên của nó bằng một nửa kích thước của xương cánh tay trên của nó, và mạnh mẽ và mỏng. Đôi cánh ngắn nhưng mạnh mẽ.
Vào đầu những năm chín mươi trong tổng số sáu hóa thạch lớn hơn đã được phục hồi từ hệ tầng Tangshang, một lớp cũ 81,5 triệu năm từ cây Sơn Tây. Trong số đó là mẫu mã, ZMNH M1330, ấn tượng về hộp sọ của một cá nhân vị thành niên. Một số kiểu thú được gọi là: ZMNH M1325, một bộ xương thiếu hộp sọ; ZMNH M1328, một bộ xương gần như hoàn chỉnh và ZMNH M1329, một bộ xương rời rạc.